# Scară (călărie)

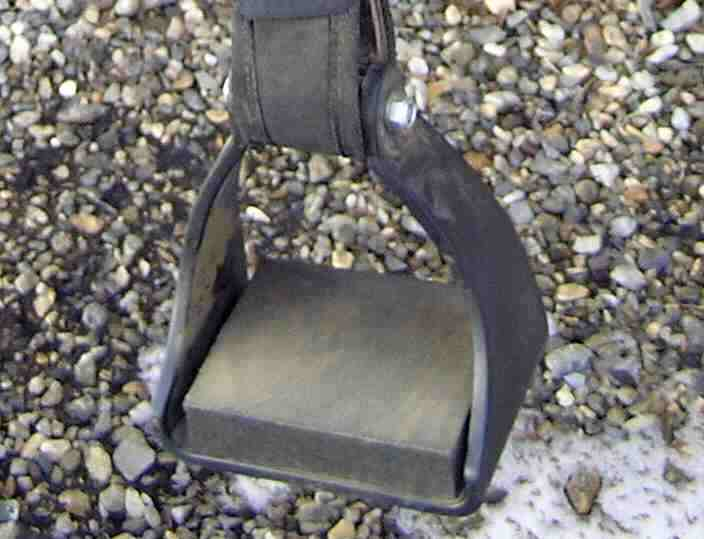
Scăriță de anduranță

Scara, sau scărița, este un inel cu fund plat legat de o curea de piele care atârnă de fiecare parte a șeii unui cal, pentru a crea un sprijin pentru piciorul călărețului în timpul călăriei.
A apărut în secolul al IV-lea în Asia, fiind importată în Europa în secolul al VIII-lea. A revoluționat arta războiului.

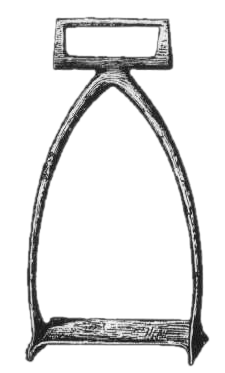
Scăriță
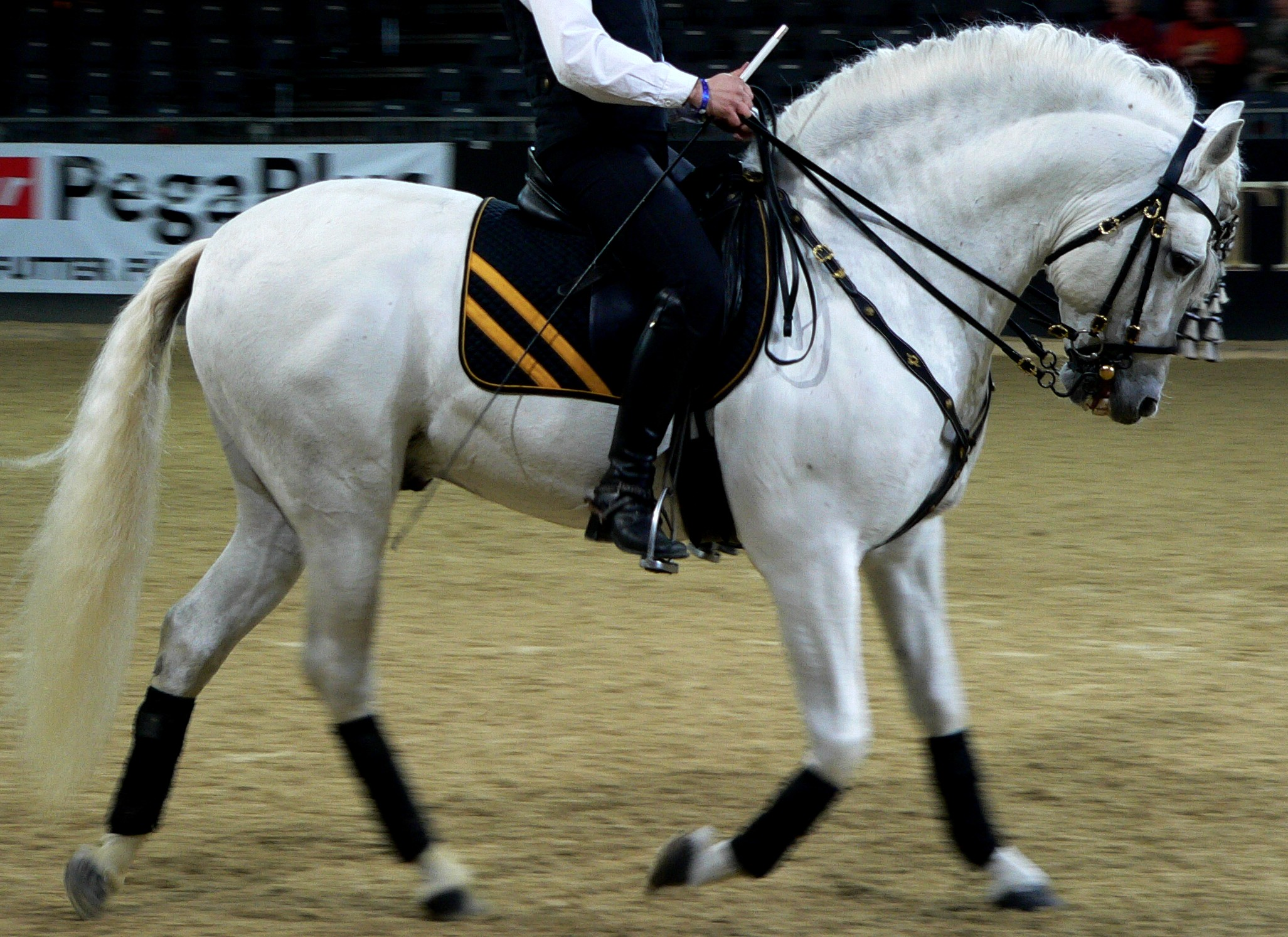
Accesorii de călărie complete, inclusiv scările
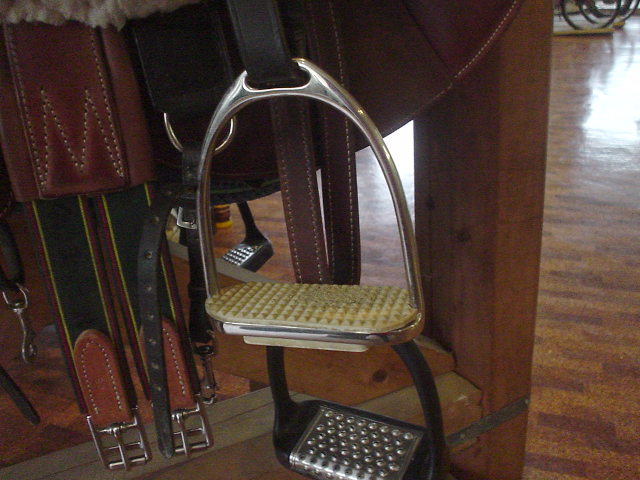
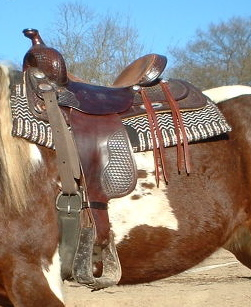
Western
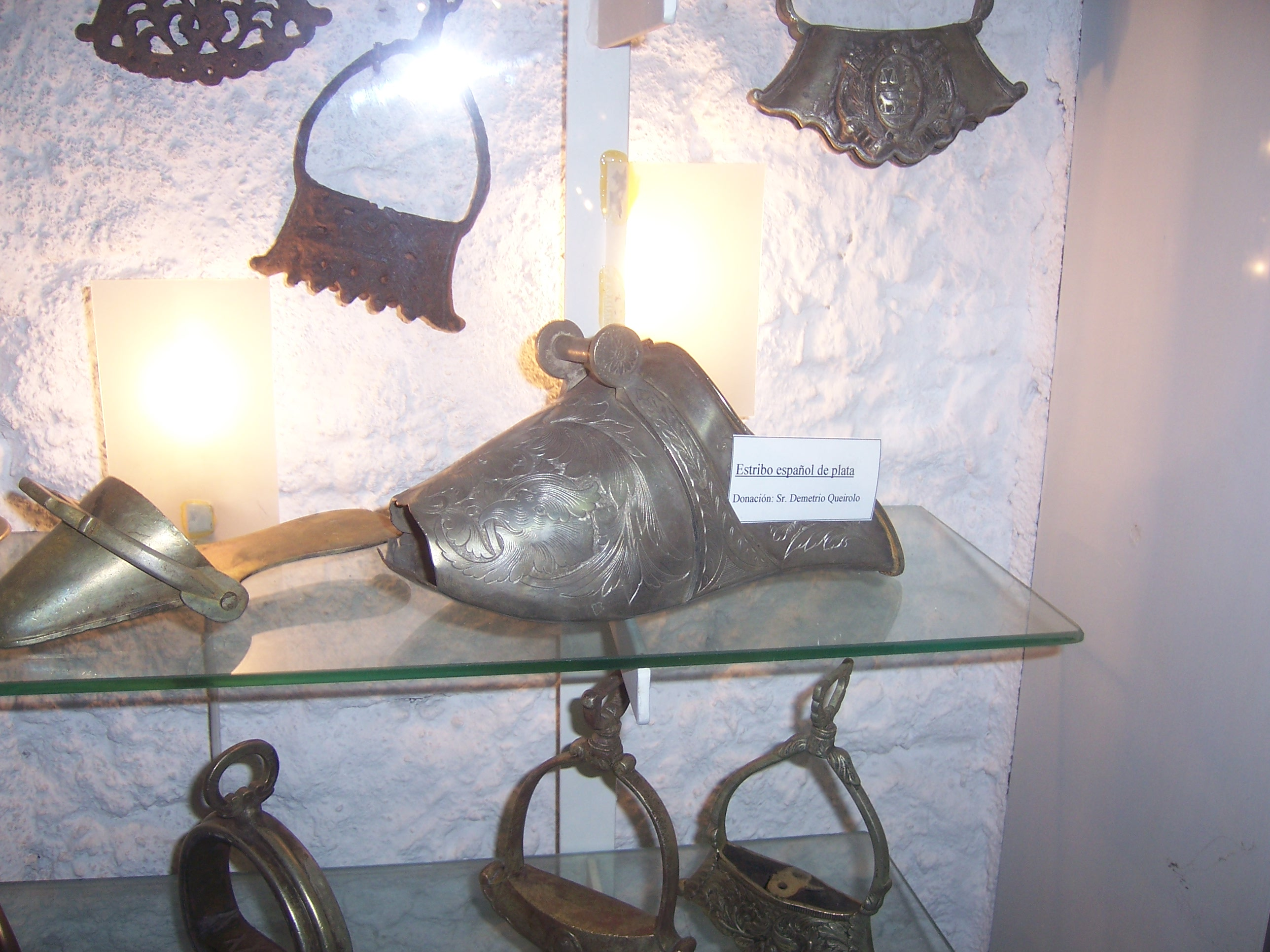
Scări spaniole din argint
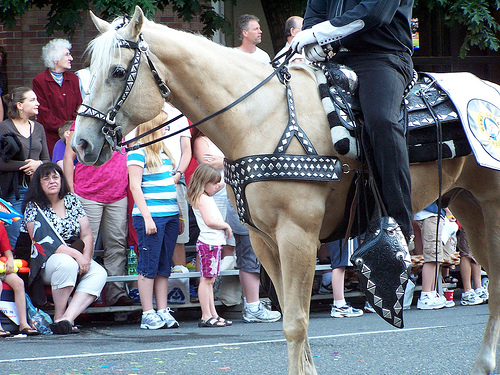
Scară cu tapadero
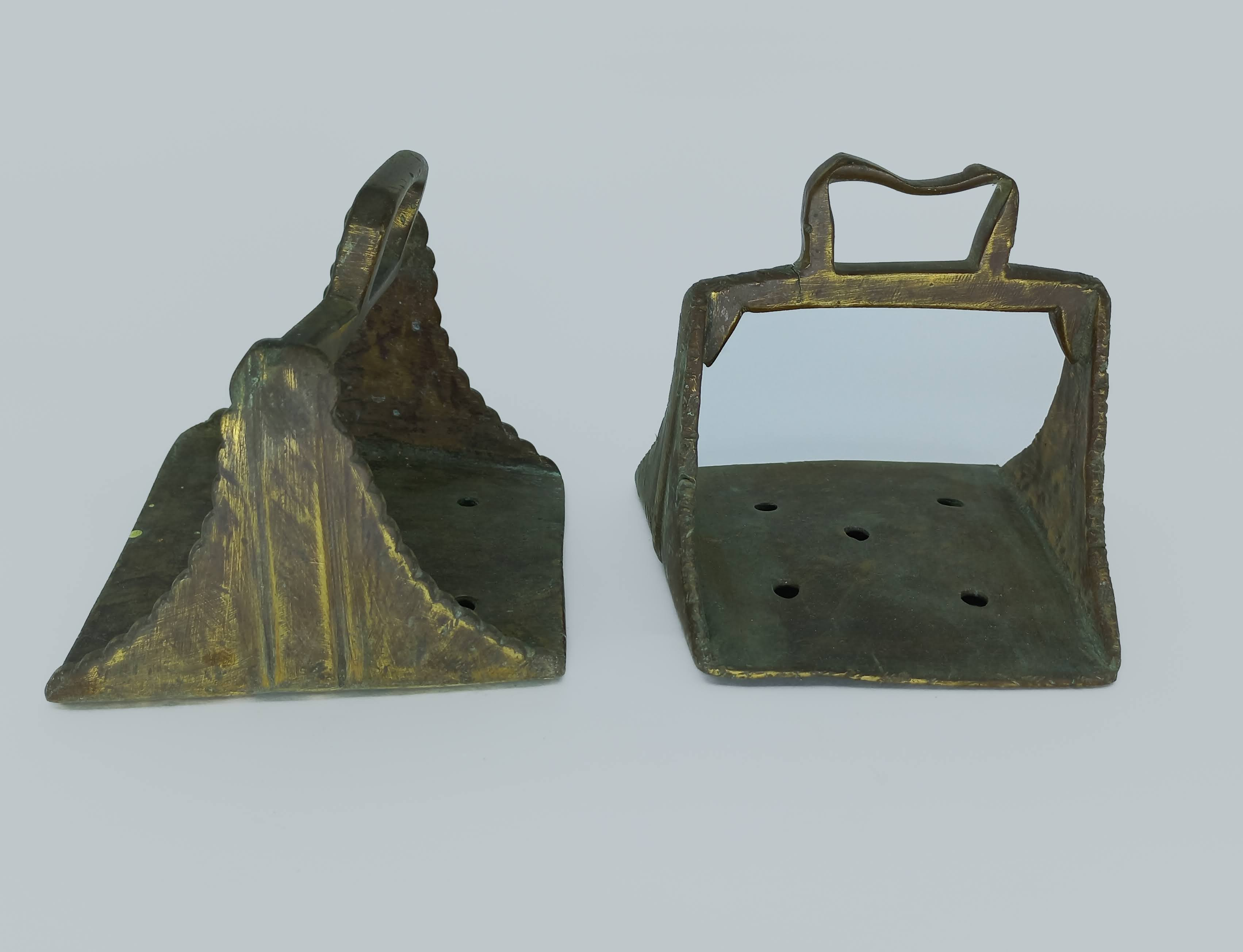
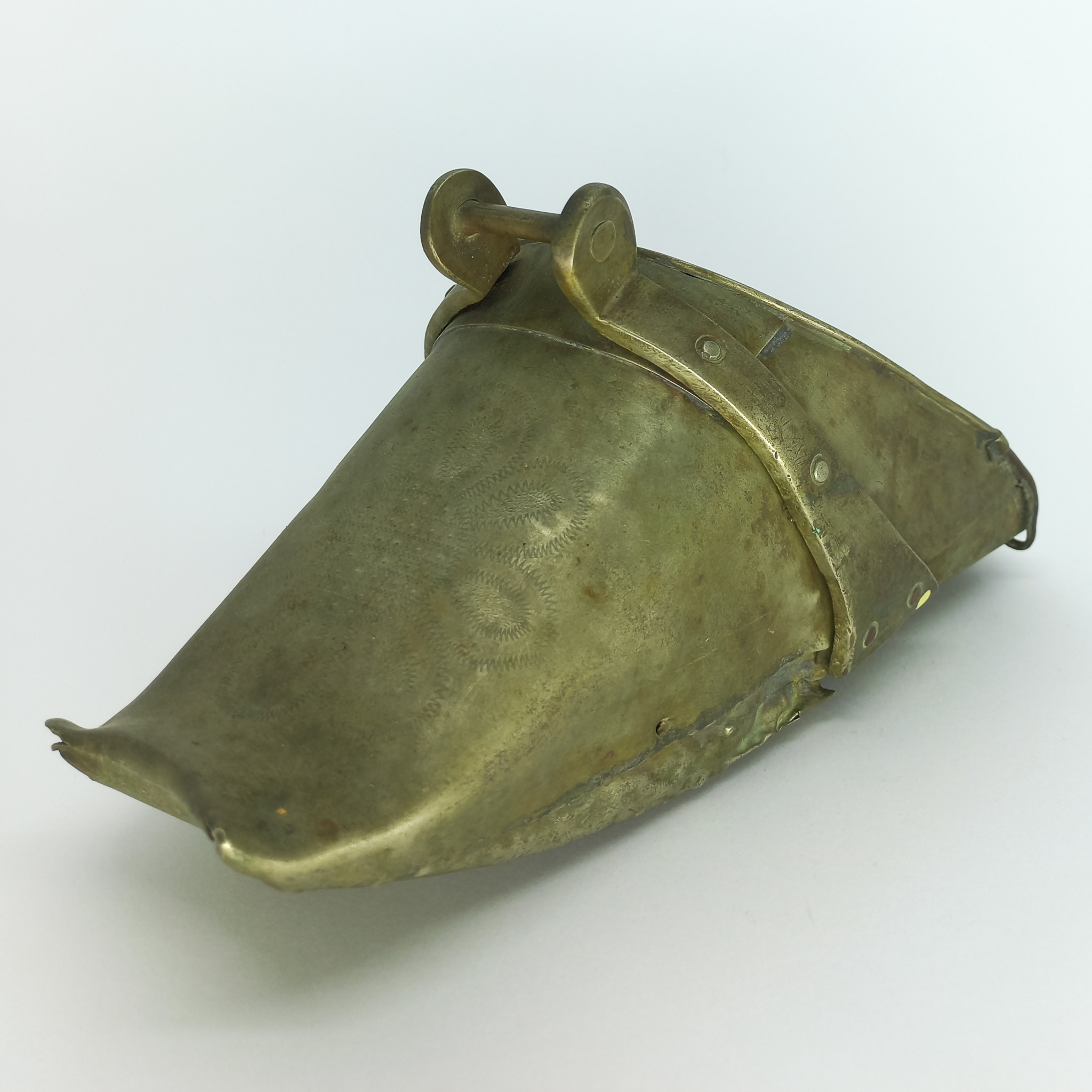
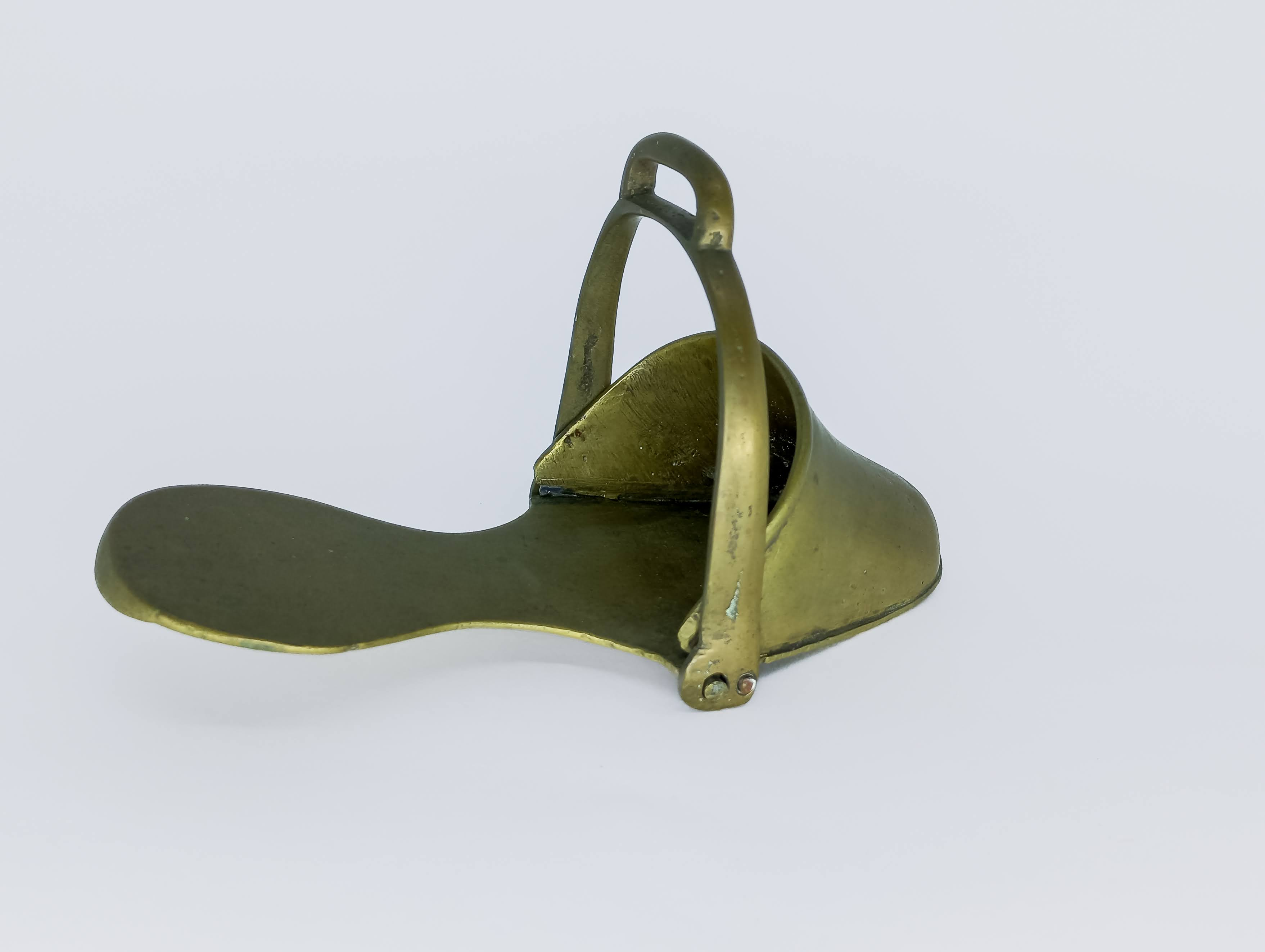